# Oxyntes
Oxyntes (altgriechisch Οξύντης Oxýntēs), der Sohn des Demophon und der Phyllis, war ein mythischer König von Attika.
Er hatte zwei Söhne, Apheidas und Thymoites, die ihm nacheinander auf dem Thron folgten.